# 漢羅台文
漢羅台文，簡稱漢羅（白話字、台羅：Hàn-lô Tâi-bûn, Hàn-lô，為相對於「全漢台文」與「全羅台文」的一種折衷的閩南語白話文模式。漢羅混合使用了漢字加拉丁字母（如白話字）兩種文字系統來表記台灣話的書面與口語，目前是台灣話的主流書寫模式之一。相較「全漢」使用訓讀字，漢羅在固有詞彙的表音上有其精準且明瞭的優勢；而相較「全羅」，漢羅則保留了基本的漢字根基。然而，在母語教育缺乏以及書寫的美觀等問題存在之下，除了這方面的學者及自學母語者之外，多數台灣人並不通曉這套文書系統。此外，究竟哪些詞採用漢字、哪些詞採用羅馬字，常因人而異。
臺灣客家語也有人採用該書寫形式，如：客語信望愛網站等。

## 特點

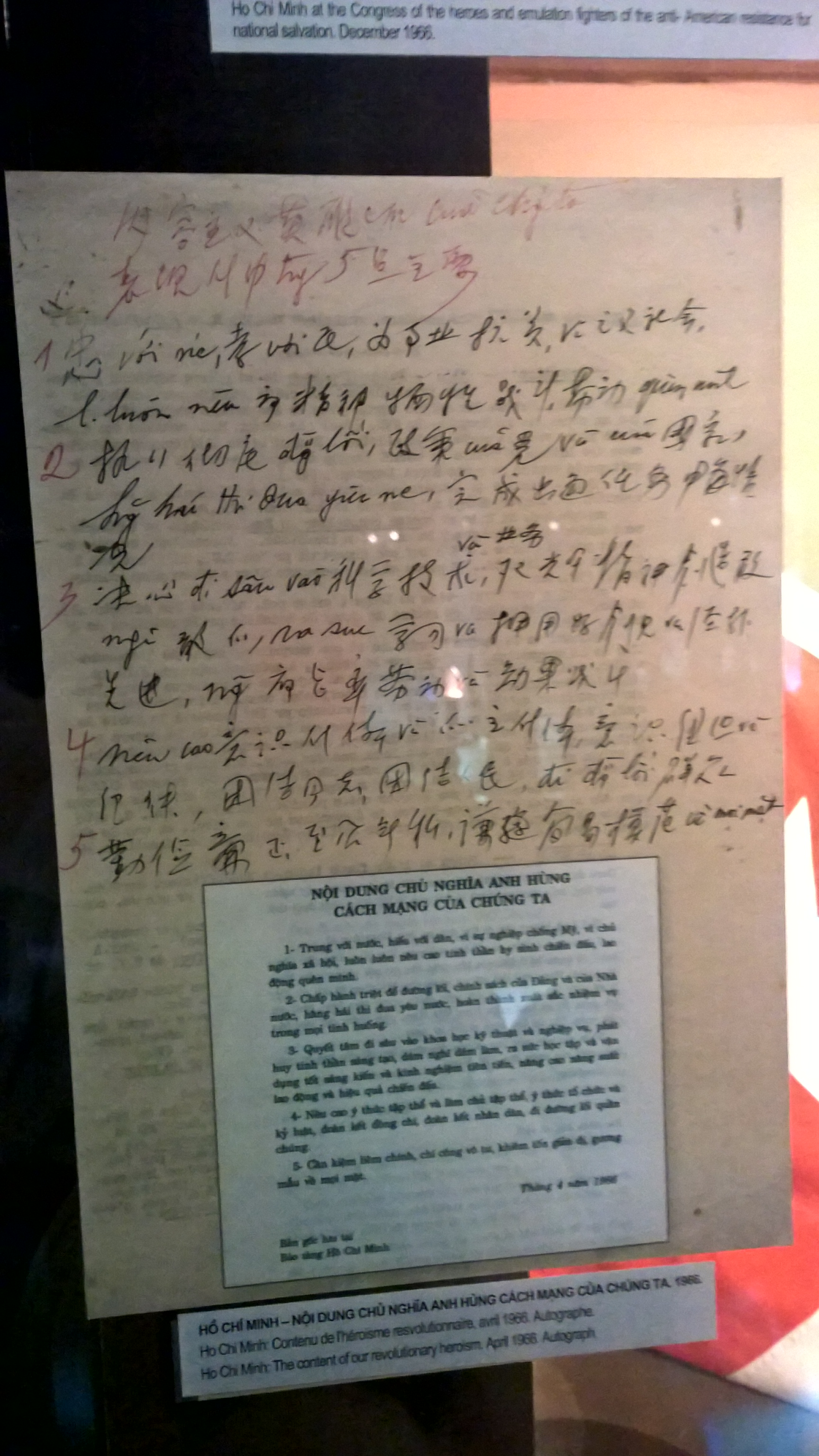
胡志明的漢羅混合手稿。

由於台灣話傳統詞彙能夠被區分為漢字詞與固有詞兩大類，因此並非所有的詞彙皆有對應之漢字表記。為了能夠全面且詳實地書寫台灣話的白話口語內容，因而發展出這套漢羅混用的表記模式。混用漢字與本民族文字的類似書寫模式，在東亞諸多漢化民族語言的書寫中也經常可見。日本語、朝鮮語及越南語等也都經歷了不同程度的漢化，所以也都有漢字詞與固有詞的區別；面對這樣的狀況，它們分別產生了漢字假名混寫文、韓漢混用文以及漢喃文，以平假名、諺文及喃字作為固有詞彙的表記文字，而台灣話則選擇了白話字。此外，拉丁化也有著如同片假名及諺文用以表記外來語的功用，相較於利用借用字或新造字的「全漢」，漢羅在這方面迅速地解決了台灣話在台灣日治時期所吸收的大量的日語等外來詞彙。這些正是採用漢羅的主要使用原因及優勢之一。然而，與日韓語的模式最不相同的是，白話字屬於拉丁文字，因此部分人士（如出版人陳穎青）認為在混用漢字時，排版並不如假名與諺文般理想、美觀，也不易於傳統直書文字。
ISO 15924於2025年4月24日新增代碼Hntl，亦即繁體漢字與拉丁字母混用。
在已經廢除漢字的越南，有人亦試過用漢羅混合體來書寫越南語，胡志明亦曾試過使用這種書寫模式。

## 使用
| 漢字詞                                                     | 〇 | Ⅹ  |                                                                                      |
| 固有詞                                                     | 〇 | 〇 | 視正字的普遍性（或爭議程度）及生僻程度而定。越不普遍、越生僻或越有爭議者越常用羅馬字 |
| 外來語                                                     | Ⅹ  | 〇 |                                                                                      |
| 由於缺乏官方性統整，以上僅為常則；在實際使用上，例外常存。 |    |    |                                                                                      |

## 舉例
以下以聯合國《世界人權宣言》為例：
| 全漢文                               | 漢羅文                                | 全羅文（POJ）                                                          | 全羅文（Tâi-lô）                                                          |
| 第一條                               | 第一條                                | Tē-it tiâu                                                             | Tē-it tiâu                                                                |
| 咱人生來自由，                       | Lán 人生來自由，                      | Lán lâng seⁿ-lâi chū-iû,                                               | Lán lâng senn-låi tsū-iû,                                                 |
| 佇尊嚴佮權利上一律平等，             | tī 尊嚴 kap 權利上一律平等，          | tī chun-giâm kah koân-lī siōng it-lu̍t pêng-téng,                       | tī tsun-giâm kap khuân-lī siōng it-kài pîng-tíng.                         |
| 咱人有理性佮良心，                   | lán 人 ū 理性 kap 良心，              | Lán lâng ū lí-sèng kap liông-sim,                                      | Lán lâng ū lí-sìng kap liông-sim,                                         |
| 而且應該以兄弟關係的精神來互相對待。 | 而且應該以兄弟關係 ê 精神來互相對待。 | jî-chhiáⁿ èng-kai í hiaⁿ-tī koan-hē ê cheng-sîn lâi hō͘-siong tùi-thāi. | lî-tshiánn ìng-kai í hiann-tī kuan-hē ê tsing-sîn lâi hōo-siong tùi-thāi. |

## 參閱
- 日文：漢字假名混寫文
- 韓文：韓漢混用文
- 越南文：漢喃文

## 外部連結
- .   [2021-07-23]. （原始内容存档于2021-07-24）.